# 長野県道64号天竜公園阿智線
長野県道64号天竜公園阿智線（ながのけんどう64ごう てんりゅうこうえんあちせん）は、長野県下伊那郡泰阜村と阿智村を結ぶ県道（主要地方道）である。

## 概要

### 路線データ
- 起点：長野県下伊那郡泰阜村（長野県道1号飯田富山佐久間線交点）
- 終点：長野県下伊那郡阿智村駒場（国道153号交点）

## 歴史
- 1982年（昭和57年）4月1日：唐笠停車場高町線、唐笠停車場線、粒良脇駒場線を主要地方道天竜公園阿智線へ指定[1]。
- 1982年（昭和57年）9月13日：天竜公園阿智線の認定。
- 1993年（平成5年）5月11日 - 建設省から、県道天竜公園阿智線が天竜公園阿智線として主要地方道に再指定される[2]。

## 路線状況

### 重複区間
- 国道151号（下伊那郡下條村睦沢）
- 長野県道234号田中乱橋線（下伊那郡阿智村春日）

## 地理

### 通過する自治体
- 下伊那郡
  - 泰阜村
  - 阿智村

### 交差する道路

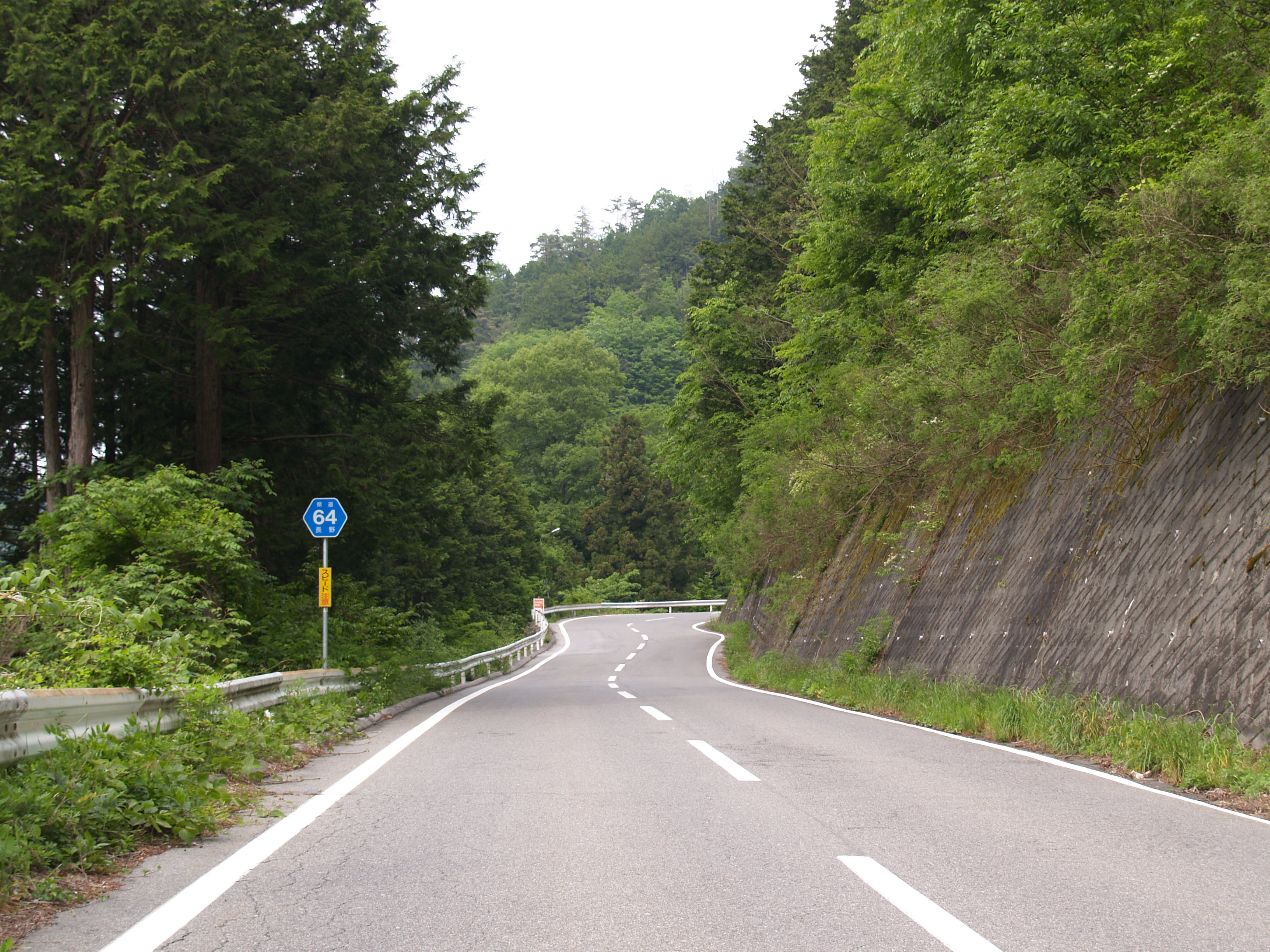
泰阜村、唐笠駅付近（2010年5月）

- 長野県道1号飯田富山佐久間線（下伊那郡泰阜村、起点）
- 国道151号（下伊那郡下條村睦沢）
- 国道151号（下伊那郡下條村睦沢）
- 長野県道491号親田中村線（下伊那郡下條村睦沢）
- 長野県道234号田中乱橋線（下伊那郡阿智村春日）
- 国道153号（国道256号 重複）（下伊那郡阿智村春日・春日交差点、終点）